# Willi Block
Willi Block (né le 5 juin 1934 à Berlin et mort le 7 février 1966 à Berlin-Staaken) est une victime du mur de Berlin.

## Biographie
Après l'école, Willi Block a suivi un apprentissage comme ouvrier du bâtiment. Puis de 1954 à 1959, il a intégré la Police de la frontière de la République démocratique allemande puis suivi une école de sous-officiers. Il est devenu commandant de char et instructeur. En tant que membre d'un groupe de combat de la classe ouvrière, il a participé à la construction du mur. Il était également membre du Parti socialiste unifié d'Allemagne.
Block a fui la RDA à plusieurs reprises. Il a réussi sa première tentative d'évasion le 13 janvier 1962 mais est retourné en Allemagne de l'Est un mois plus tard pour chercher sa femme. Il a été arrêté et emmené dans un camp de travail pendant six semaines, camp qu'il a été autorisé à quitter après être devenu un collaborateur officieux. Il s'enfuit à nouveau à Berlin-Ouest peu de temps après, le 18 août 1962. Il y rend compte de son recrutement par le Ministère de la Sécurité d'État. Puisqu'il a également reconnu avoir dénoncé la procédure d'admission d'urgence à Berlin-Ouest, le parquet a ouvert des poursuites contre lui pour violation de la loi sur la protection des libertés. En décembre 1962, il est à nouveau retourné en RDA car sa femme voulait demander le divorce. Il a alors été arrêté pour espionnage et condamné en avril 1963 à une peine de prison. En novembre 1965, il a été libéré de sa détention dans la prison de Bautzen et transféré à l’usine de béton de Berlin-Staaken. Son travail y a été marqué par des conflits avec ses supérieurs. Il consommait fréquemment de l'alcool pendant les heures de travail.
Le 7 février 1966, il était tellement ivre qu'on lui a interdit de travailler. Au cours de l'après-midi, il s'est rendu à la frontière proche, a franchi le premier mur d'enceinte et est passé devant le chenil. Deux membres des troupes frontalières l’ont découvert vers 15 h45 et ont tiré des coups de semonce, qui ne l'ont pas arrêté. Block avait alors atteint le dernier obstacle avant Berlin-Ouest : trois rouleaux de fil de fer barbelé. Ses vêtements se sont pris dans les rouleaux, le laissant immobilisé sur le ventre. Des deux côtés de la frontière, des gardes-frontières et des policiers armés sont arrivés sur les lieux. Willi Block a demandé de l'aide aux forces de l'ordre de Berlin-Ouest, mais ils ne l'ont promis qu'une fois qu'il aurait atteint le territoire de Berlin-Ouest. D'autre part, les gardes-frontières de la RDA lui ont demandé de revenir, ce qu'il ne pouvait pas. Il a vainement tenté de se libérer et a crié : «Tirez-moi dessus, espèces de chiens »: Les gardes-frontières et le commandant du régiment également présent ont ouvert le feu. Le pistolet de service du commandant du régiment s’étant enrayé, il a emprunté un AK-47 pour continuer à tirer. Sur 72 coups tirés, 4 ont touché le fugitif sans défense gisant au sol. Lorsque deux gardes-frontières ont vu le corps de Willi Block sur un camion vers le soir, ils ont décidé de fuir, ce qu'ils ont réussi à faire le même jour.
Plusieurs rapports sur l’incident ont été publiés dans la presse occidentale. La presse de la RDA a dépeint Block comme un criminel et un agent de l'Occident. En 1993, après la réunification allemande, le cas a été traité par le tribunal régional de Berlin. Le chef d'état-major, deux gardes-frontières et leur commandant ont été acquittés faute de preuves, le tribunal a condamné le commandant du régiment à trois ans de prison ferme pour homicide involontaire. Le tribunal a attesté que son comportement « le caractère d'une (tentative) d'exécution ».